# Steffen Bager
Steffen Bager (født 1956) er uddannet farmaceut (cand.pharm.) fra Danmarks Farmaceutiske Højskole i 1983 og var fra 2002 til 2009 formand for fagforeningen Pharmadanmark.
Steffen Bager havde også følgende andre tillidshverv:
- Akademikernes Centralorganisation (AC), bestyrelsesmedlem
- Det Farmaceutiske Fakultets advisory board, bestyrelsesmedlem (Webside ikke længere tilgængelig)
- Fédération Internationale Pharmaceutique (FIP), rådsmedlem
- Pharmakon A/S, bestyrelsesmedlem (Webside ikke længere tilgængelig)

Steffen Bager er bosiddende i Dyssegård og er ansat i Lægemiddelstyrelsen.

## Eksterne kilder, links og henvisninger
- Steffen Bagers profilside på linkedin.com

| Apoteksvæsen | Spire Denne artikel om apoteksvæsen er en spire som bør udbygges. Du er velkommen til at hjælpe Wikipedia ved at udvide den. |

|  | Artiklen om Steffen Bager kan blive bedre, hvis der indsættes et (bedre) billede Du kan hjælpe ved at afsøge Wikimedia Commons for et passende billede eller uploade et godt billede til Wikimedia Commons iht. de tilladte licenser og indsætte det i artiklen. |